# Mérinchal
Mérinchal település Franciaországban, Creuse megyében. Lakosainak száma 661 fő (2022. január 1.). Mérinchal Chard, Dontreix, Lioux-les-Monges, La Mazière-aux-Bons-Hommes, La Celle, Condat-en-Combraille, Montel-de-Gelat és Saint-Avit községekkel határos.

## Népesség
A település népességének változása:
| Lakosok száma | 1187 | 1032 | 907  | 762  | 733  | 755  | 720  | 693  | 682  | 661  |
|               | 1968 | 1982 | 1990 | 2006 | 2013 | 2015 | 2017 | 2019 | 2020 | 2022 |